# Орловська сільська рада (Німецький національний район)
Орло́вська сільська рада (рос. Орловский сельский совет) — сільське поселення у складі Німецького національного району Алтайського краю Росії.
Адміністративний центр — село Орлово.

## Населення
Населення — 1664 особи (2019; 1959 в 2010, 2362 у 2002).

## Склад
До складу сільської ради входять:
| Населений пункт     | Населення, осіб (2002) | Населення, осіб (2010) |
| ------------------- | ---------------------- | ---------------------- |
| Александровка, село | 338                    | 232                    |
| Дворське, село      | 179                    | 130                    |
| Лісне, село         | 212                    | 155                    |
| Орлово, село        | 1633                   | 1442                   |